# Ceratinia poecila
Ceratinia poecila är en fjärilsart som beskrevs av Bates 1862. Ceratinia poecila ingår i släktet Ceratinia och familjen praktfjärilar. Inga underarter finns listade i Catalogue of Life.